# Henry G. Schogt
Henry Gilius Schogt  (* 24. Mai 1927 in Amsterdam; † 12. April 2020 in Toronto) war ein niederländischstämmiger kanadischer Linguist, Romanist und Slawist.

## Leben und Werk
Schogt ging in den Niederlanden zur Schule. Er studierte Russisch und Französisch an der Universität von Amsterdam (Abschluss 1952). Er wurde an der Universität Utrecht promoviert mit der Dissertation Les causes de la double issue de e fermé tonique libre en français (Amsterdam 1960), war von 1963 bis 1964 Maître-Assistant an der Sorbonne, von 1964 bis 1966 Visiting Lecturer für Russisch und Französisch an der Princeton University und von 1966 bis 1992 Professor für Französisch und Linguistik an der Universität Toronto. Er war Mitglied der Royal Society of Canada (1977).
2003 trat Schogt mit einem Erinnerungsbuch (The Curtain) an die Öffentlichkeit, in dem er (zusammen mit seiner jüdischen Frau) in englischer (später auch in französischer) Sprache das persönliche Erleben der Kriegszeit in Amsterdam unter der nationalsozialistischen Besetzung aufarbeitet.

## Werke
- "Temps et verbe" de Gustave Guillaume, trente-cinq ans après sa parution, in: La Linguistique 1, 1965, S. 55–74
- Le système verbal du français contemporain, Den Haag 1968
- Sémantique synchronique. Synonymie, homonymie, polysémie, Toronto 1976
- (Hrsg. mit Pierre Léon und Edward Burstynsky) La phonologie 1. Les écoles et les théories, Paris 1977
- Linguistics, Literary Analysis and Literary Translation, Toronto 1988
- (Übersetzer) Sem Dresden (1914–2002), Persecution, extermination, literature, Toronto 1995
- The curtain. Witness and memory in wartime Holland, Waterloo, Ontario 2003
  - Le rideau (1939-1945). Souvenirs des années de guerre dans la Hollande occupée.  The curtain (1939-1945). Witness and memory in wartime Holland, Toronto 2010 (zweisprachig)